# شهرستان ویتلی (ایندیانا)
شهرستان ویتلی، ایندیانا (به انگلیسی: Whitley County, Indiana) شهرستانی در ایالات متحده آمریکا است که در ایندیانا واقع شده‌است.